# سن-اوبالد، کبک
سن-اوبالد (به فرانسوی: Saint-Ubalde) شهری در منطقه شهری پورتنوف ناحیه کاپیتل-ناسیونال در استان کبک کانادا است. در سرشماری سال ۲۰۱۱ این شهر ۱٬۴۴۷ نفر جمعیت داشته‌است و مساحت آن ۱۴۱٫۲۸ کیلومتر مربع است.